# Amas coquillier de Satohama
L‘amas coquillier de Satohama (里浜貝塚) est un site archéologique de la période Jōmon comprenant un amas coquillier et les restes d'un ancien village adjacent. Il est situé dans la municipalité de Higashimatsushima, sur l'ile de Miyato, dans la préfecture de Miyagi, dans la région du Tōhoku, au Japon.

## Contexte
Plus de 59 amas coquilliers de la période Jōmon ont été trouvés autour de la seule baie de Matsu-shima, dans la préfecture de Miyagi. Celui de Satohama est l'un des plus grands.

## Historique
Le site a été fouillé par l'université du Tōhoku à partir de 1918. Il est connu comme le premier exemple de fouille stratigraphique au Japon.

## Description
L'amas coquillier mesure environ 800 mètres de long sur 200 mètres de large et fait par endroits plus de 6 mètres d'épaisseur.

## Vestiges archéologiques
Les fouilles ont mis au jour 293 objets en os, 91 en coquillage, 168 en pierre et 38 poteries de la période Jōmon.

## Protection et conservation
Le site a été inscrit comme Site historique national en 1995. Les objets archéologiques ont été désignés biens culturels importants en 2000. Ils sont conservés au Musée historique Jōmon d'Okumatsushima.